# Trolleybus St. Gallen
Der Trolleybus St. Gallen ist das Trolleybus-System der schweizerischen Stadt St. Gallen. Die Verkehrsbetriebe St. Gallen (VBSG) betreiben – neben diversen Autobus-Linien – vier Linien elektrisch, die sich alle am Bahnhof St. Gallen treffen. Die gesamte Netzlänge beträgt 22,6 Kilometer. Zum Fahrplanwechsel am 9. Dezember 2018 wurde das Netz grundsätzlich überarbeitet und ergänzt. Die Linie 4 wurde in Linie 2 umbenannt, verkehrt aber immer noch auf der gleichen Strecke.

## Linien
| Linie | Strecke                                                    | Fahrzeit        | min. Taktfolge | max. Auslauf | Art               |
| ----- | ---------------------------------------------------------- | --------------- | -------------- | ------------ | ----------------- |
| 1     | Winkeln – Erlachstrasse – Bahnhof – Neudorf – Stephanshorn | 39 / 38 Minuten | 12 Minuten     | 7 Kurse      | Durchmesserlinien |
| 2     | Wolfganghof – Erlachstrasse – Bahnhof – Neudorf – Guggeien | 34 / 33 Minuten | 12 Minuten     | 6 Kurse      | Durchmesserlinien |
| 3     | Abtwil St. Josefen – Bahnhof – Heiligkreuz                 | 36 / 36 Minuten | 15 Minuten     | 6 Kurse      | Durchmesserlinien |
| 4     | Säntispark – Bahnhof – Heiligkreuz – Wittenbach Bahnhof    | 40 / 40 Minuten | 15 Minuten     | 7 Kurse      | Durchmesserlinien |
| 5     | Riethüsli – Bahnhof – Rotmonten                            | 18 / 16 Minuten | 10 Minuten     | 4 Kurse      | Durchmesserlinien |
| 6     | Bach St. Georgen – Bahnhof – Heiligkreuz                   | 28 / 26 Minuten | 10 Minuten     | 6 Kurse      | Durchmesserlinien |

## Elektrifizierung des gesamten Liniennetzes

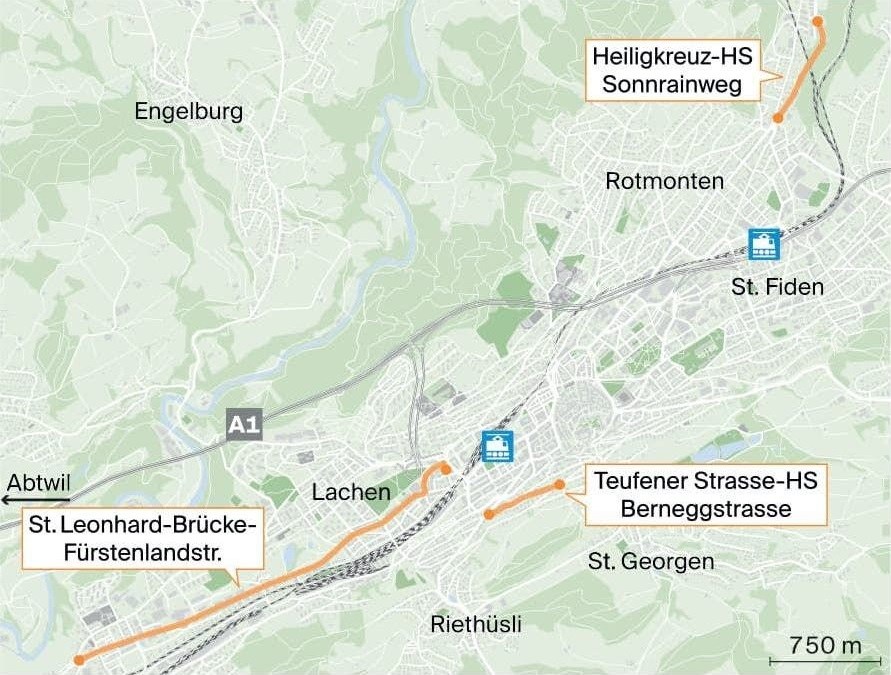
Ausbau des Fahrleitungsnetzes der VBSG für den gemischtem Oberleitungs- und Batteriebetrieb

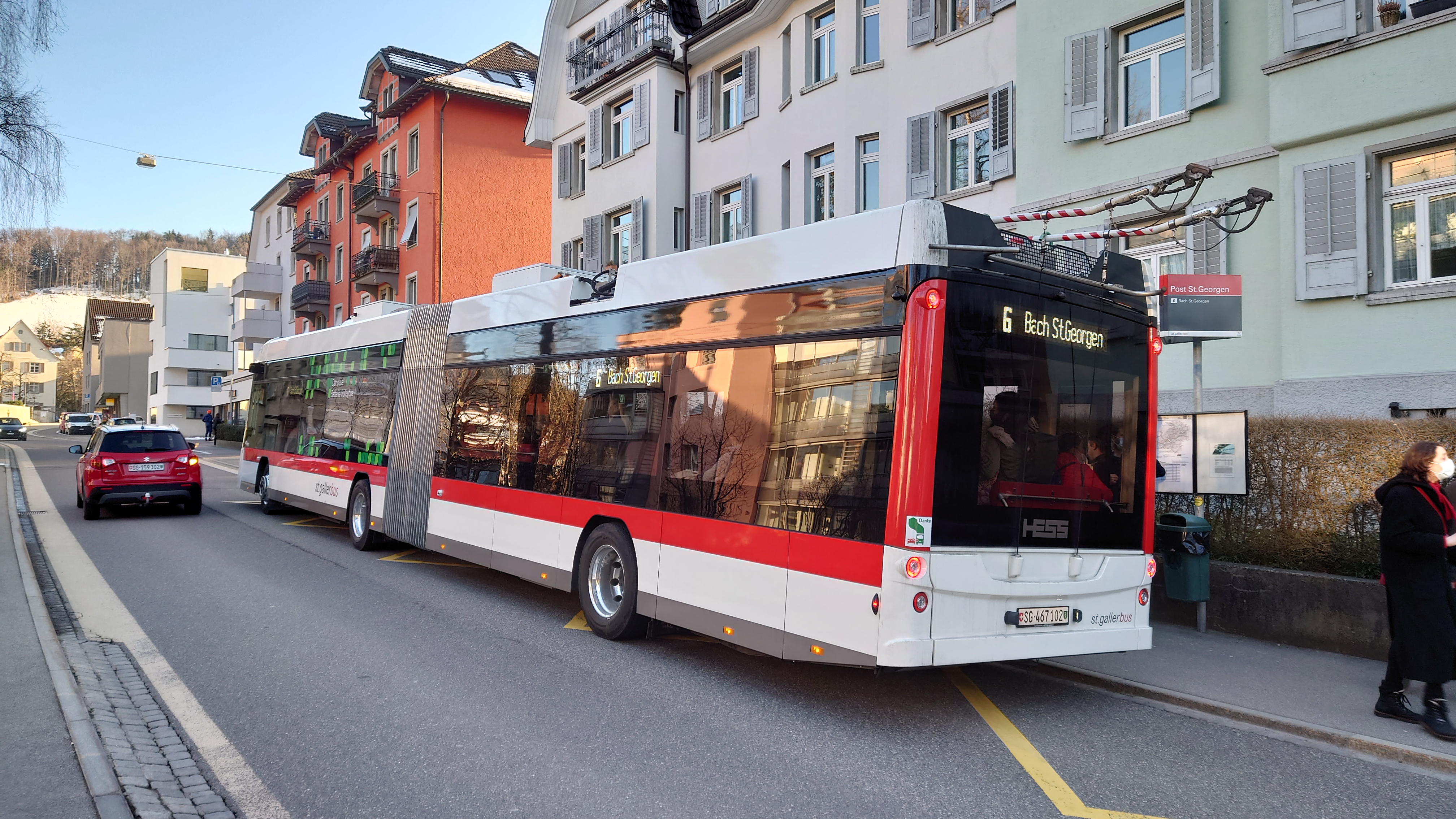
Batterie-Trolleybus auf der Linie 6 im Batteriebetrieb im März 2021

Die Stadt St. Gallen entschied, sämtliche Linien der VBSG (mit Ausnahme der Linie 12) in zwei Etappen zu elektrifizieren und mit Batteriebussen oder Batterie-Trolleybussen zu betreiben. Die erste Etappe umfasst die Linien 3, 4 und 6, wobei ab Mitte 2021 17 neue Batterie-Trolleybusse unterwegs sein sollten.
Von 2018 bis 2021 kamen auf den Linien 3 und 4 unter anderem neue Dieselbus-Züge zum Einsatz, bis die notwendigen Fahrleitungsabschnitte gebaut sind und neue Hybridbusse für gemischten Oberleitungs- und Batteriebetrieb zum Einsatz kommen. Zum gleichen Zeitpunkt sollte auch die neue Linie 6 zur Trolleybuslinie mit gemischtem Betrieb umgewandelt werden. Die Umstellung konnte offiziell aber wegen Einsprachen gegen die neuen Leitungen nicht zum geplanten Termin vorgenommen werden. Weitere Verzögerungen ergaben sich wegen mangelhafter vom BAV abgelehnten Dossiers, die von einem Kadermitarbeiter der VBSG nicht überarbeitet wurden und 2023 zu einer angeblichen  Baugenehmigung des BAV führte, die aber vom gleichen Mitarbeiter gefälscht worden war. Der ganze Fall kam danach ans Licht, resultierte in einem Prozess mit Verurteilung des Mitarbeiters und einer Neueinreichung des Dossiers, so dass 2024 mit den Bauarbeiten begonnen werden konnte.
Allerdings wurden die Batterie-Trolleybusse, trotz der noch nicht erstellten Fahrleitungsabschnitte, bereits ab Anfang 2021 auf den drei Linien eingesetzt. Wegen des erhöhten Energiebedarfs für die Heizung und den fehlenden Fahrleitungsabschnitten mussten im Winter 2021/22 die Batterietrolleybusse auf den Linien 3 und 4 wieder durch Dieselbus-Züge ersetzt werden. Mitte Dezember 2024 konnte der erste und längste Leitungsabschnitt (St.Leonhard-Brücke-Fürstenlandstrasse), Ende Februar 2025 der Abschnitt zwischen Heiligkreuz und Sonnrainweg in Betrieb genommen werden. Unabhängig von diesen kann dank des neuen Abschnitts auf die Verwendung von Dieselbussen im Winter auf den Linien 3 und 4 verzichtet werden. Aktuell werden die Linien 1 bis 6 elektrisch bedient während auf den Linien 7 und 8 Gelenktrolleybusse im Mischbetrieb mit klassischen Dieselbussen eingesetzt werden.

## Geschichte
Der Trolleybus St. Gallen ersetzte in den 1950er-Jahren sukzessive die Strassenbahn St. Gallen, die letzte Strassenbahn fuhr am 30. September 1957. Die einzelnen Trolleybus-Streckenabschnitte gingen wie folgt in Betrieb:
| Datum              | Strecke                               | Linie   | Änderung           |
| ------------------ | ------------------------------------- | ------- | ------------------ |
| 18. Juli 1950      | Bahnhof–Riethüsli                     | Linie 5 | Strassenbahnersatz |
| 15. November 1950  | Bahnhof–Heiligkreuz                   | Linie 3 | Strassenbahnersatz |
| 1. Oktober 1957    | Stocken–Erlachstrasse–Bahnhof–Neudorf | Linie 1 | Strassenbahnersatz |
| 1968               | Neudorf–Stephanshorn                  | Linie 1 | Neuerschliessung   |
| 1970               | Bahnhof–Rotmonten                     | Linie 5 | Autobusersatz      |
| 1. April 1989      | Stocken–Bahnhof Winkeln               | Linie 1 | Autobusersatz      |
| September 1991     | Neudorf–Guggeien                      | Linie 1 | Autobusersatz      |
| 28. September 1996 | Erlachstrasse–Wolfganghof             | Linie 1 | Autobusersatz      |
| 28. Mai 2000       | Bahnhof Winkeln–Winkeln (500 Meter)   | Linie 1 | Neuerschliessung   |

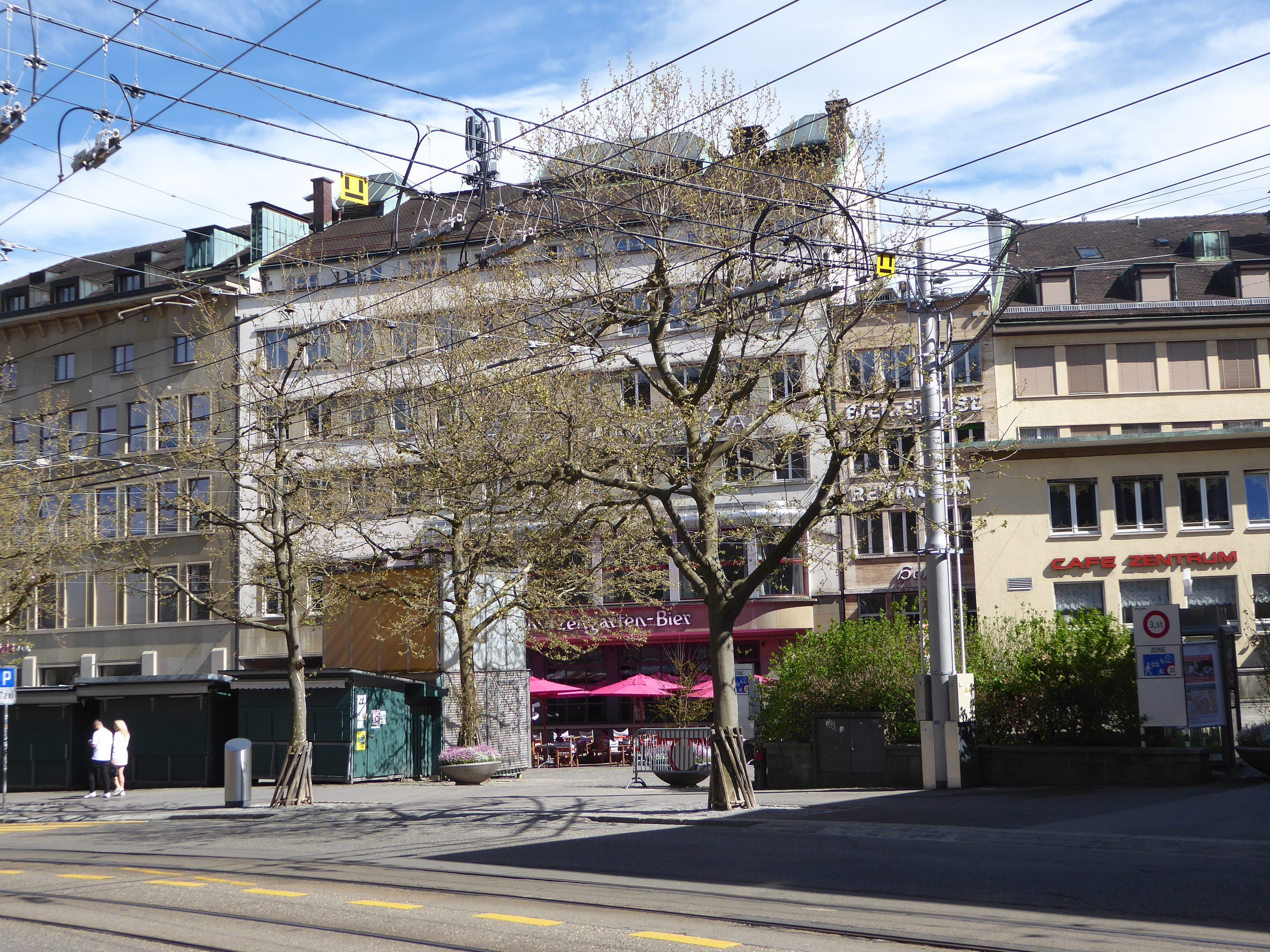
Unterwerk Marktplatz für die Stromversorgung des städtischen Trolleybus und des Innenstadtabschnitts der Bahnstrecke nach Trogen

In der Innenstadt folgt die Bahnstrecke Appenzell–St. Gallen–Trogen zwischen Bahnhof und Brühltor bis heute der früheren Linienführung der ehemaligen Strassenbahn und verläuft parallel zum Trolleybus. Beide Verkehrsmittel teilen sich dabei ein gemeinsames Unterwerk. Die Fahrdrahtspannung beträgt auf dem betreffenden Abschnitt, wie beim Trolleybus üblich, nur 600 Volt Gleichstrom. Im Gegensatz dazu fahren die Appenzeller Bahnen auf ihrem restlichen Meterspurnetz mit 1500 Volt Gleichstrom.
In Riethüsli, der Endstelle der Linie 5, besteht auch nach der Einstellung des Zahnradbahnbetriebs auf der Bahnstrecke St. Gallen–Appenzell im Jahr 2018 eine Umstiegsmöglichkeit zwischen Trolleybus und der Bahnstrecke St. Gallen–Appenzell. Beide nutzten dort bis 2018 auf einer Länge von circa 300 Metern eine gemeinsame Fahrdrahtaufhängung, waren aber elektrisch voneinander isoliert.
Die bisherige Liniennummer 4 und aktuelle Liniennummer 2 bestand erst seit dem 9. Dezember 2007. Zuvor hatte die Linie 1 ab 1991 drei und ab 1996 sogar vier verschiedene Endstationen.

## Fahrzeuge

### Gegenwärtiger Bestand
Dem Trolleybus St. Gallen stehen zusammen 54 Fahrzeuge zur Verfügung. Darunter befinden sich 36 Gelenkwagen und 18 Doppelgelenkwagen, alle sind durchgehend niederflurig:
| Aufnahme | Nummern | Stück | Hersteller | Elektrik | Typ           | Art          | Baujahr   |
| -------- | ------- | ----- | ---------- | -------- | ------------- | ------------ | --------- |
|          | 171–187 | 17    | Hess       | Kiepe    | BGT-N2C       | Gelenk       | 2008      |
|          | 188–194 | 7     | Hess       | Kiepe    | BGGT-N2C      | Doppelgelenk | 2009      |
|          | 101–120 | 20    | Hess       | ABB      | lighTram 19DC | Gelenk       | 2020–2022 |
|          | 131–141 | 11    | Hess       | ABB      | lighTram 25DC | Doppelgelenk | 2021      |

Die Doppelgelenkwagen kommen im Mischbetrieb mit Gelenkbussen auf den Linien 1, 2, 3 und 4 zum Einsatz. Im Gegensatz dazu werden auf den Linien 5, 6, 7 und 8 ausschliesslich Gelenkwagen eingesetzt.

### Ehemaliger Bestand
| Aufnahme | Nummern                   | Stück | Hersteller                       | Elektrik     | Typ           | Art          | Baujahre  | Bemerkungen |
| -------- | ------------------------- | ----- | -------------------------------- | ------------ | ------------- | ------------ | --------- | --- |
|          | 101–118                   | 18    | Saurer                           | BBC          | 4 TP          | Solo         | 1950      | 1968–1975 neu karossiert und mit Batterie-Notfahrt versehen, seither neue Nummern 131–148, 1985–1992 ausgemustert |
|          | 119–130                   | 12    | Saurer                           | BBC          | 4IILM         | Solo         | 1957–1958 | 1991–1992 ausgemustert                                                                                            |
|          | 101–111                   | 11    | Saurer / Hess                    | BBC-Sécheron | GT 560/620-25 | Gelenk       | 1984      | 101 und 109 ab September 2001 Ersatzteilspender, übrige 2008 ausgemustert                                         |
|          | 151–154, 156–168          | 17    | NAW / Hess                       | ABB          | BGT 5-25      | Gelenk       | 1991–1992 | 2008–2009 ausgemustert                                                                                            |
|          | 155                       | 01    | NAW / Hess                       | ABB          | BGGT 5-25     | Doppelgelenk | 1991      | 2005 umgebaut, 2016 ausgemustert                                                                                  |
|          | 151–152, ab 1957: 301–302 | 02    | Moser / Ramseier & Jenzer        | keine        | ?             | Anhänger     | 1953–1954 | 1966 ausgemustert                                                                                                 |
|          | 303–327                   | 25    | Moser / FFA                      | keine        | ?             | Anhänger     | 1957      | ab 1985 ausgemustert                                                                                              |
|          | 328–339                   | 12    | Hess / Moser / Ramseier & Jenzer | keine        | ?             | Anhänger     | ?         | 1985–1992 ausgemustert                                                                                            |

Der ursprünglich zweiteilige und durchgehend hochflurige Gelenkwagen mit der Nummer 155 stellte eine Besonderheit dar, da er erst 14 Jahre nach seiner Inbetriebnahme um einen niederflurigen zweiten Nachläufer ergänzt wurde. Damals änderte sich die Typenbezeichnung von BGT 5-25 in BGGT 5-25. Ursprünglich war geplant, acht oder neun weitere Wagen dieses Typs derart umzubauen. Aufgrund technischer Probleme mit dem Prototyp entschloss man sich alternativ zur Beschaffung der sieben fabrikneuen Doppelgelenkwagen 188 bis 194.
Der Umbau der Serie 101–118 erfolgte wie folgt:
131 Umbau 1968 ex 111
132 Umbau 1968 ex 112
133 Umbau 1968 ex 104
134 Umbau 1969 ex 106
135 Umbau 1969 ex 117
136 Umbau 1969 ex 102
137 Umbau 1969 ex 103
138 Umbau 1969 ex 108
139 Umbau 1969 ex 109
140 Umbau 1969 ex 114
141 Umbau 1970 ex 105
142 Umbau 1970 ex 115
143 Umbau 1973 ex 116
144 Umbau 1975 ex 101
145 Umbau 1971 ex 118
146 Umbau 1971 ex 110
147 Umbau 1971 ex 107
148 Umbau 1971 ex 113
Der Anhängerbetrieb endete am Samstag, dem 21. März 1992.

### Abgabe ins Ausland

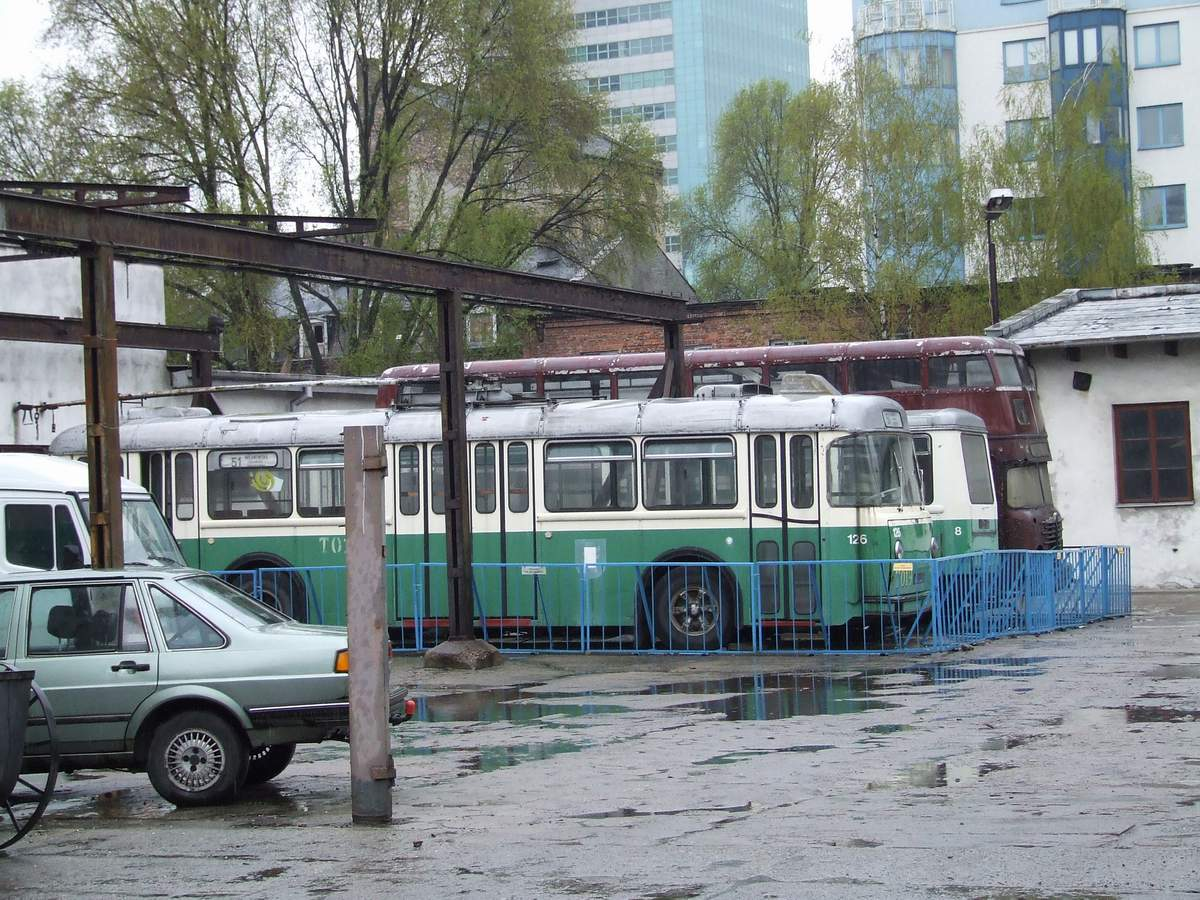
Warschau: Der ausgemusterte Motorwagen 126, dahinter Anhänger Nummer 8

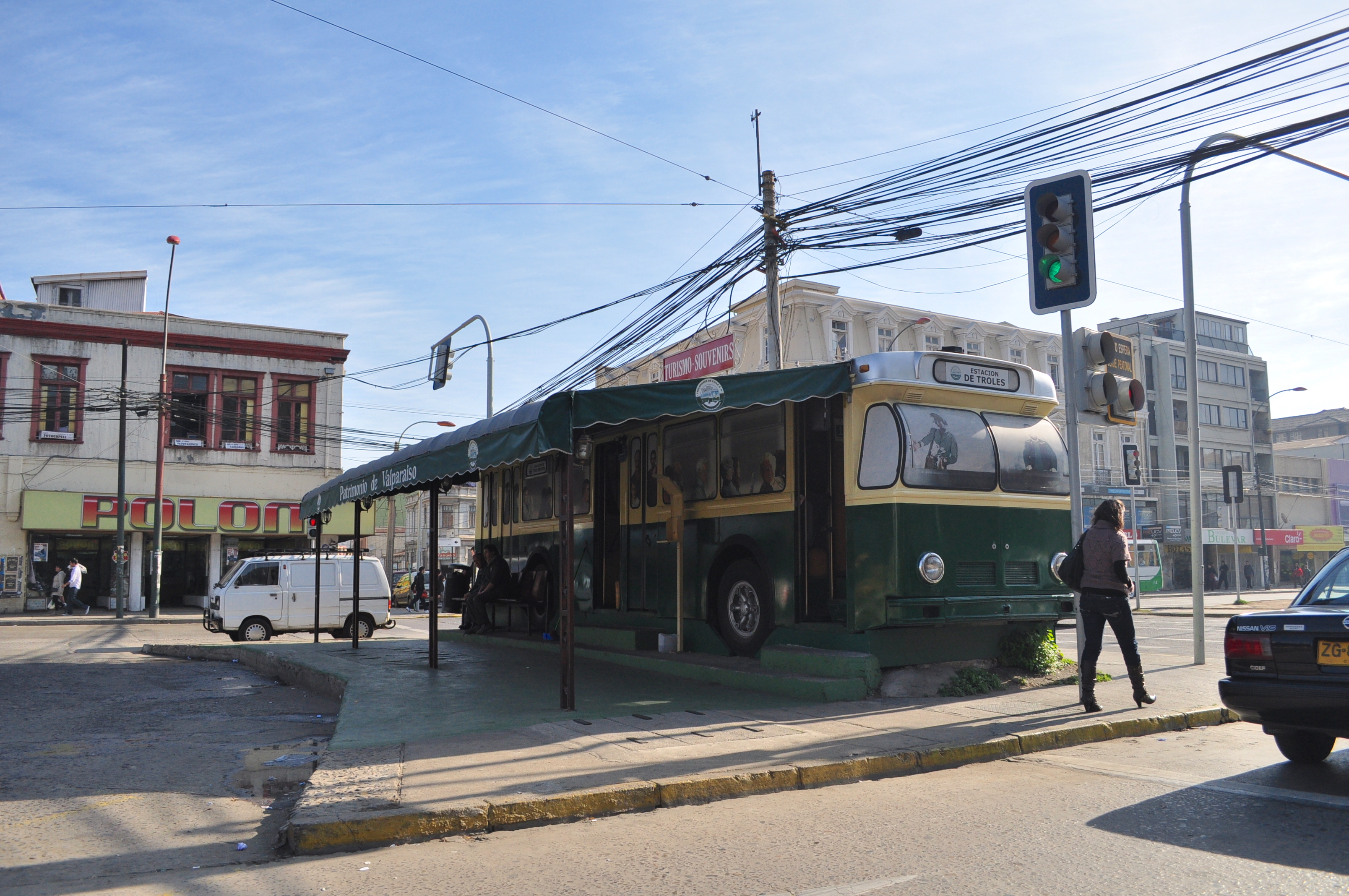
Wagen 142 in Valparaíso

- Zwölf nicht umgebaute Wagen der Ursprungsserie wurden 1992 samt Anhängern in die polnische Hauptstadt Warschau verkauft, wo der Trolleybusbetrieb dann allerdings schon 1995 endete. Einer von ihnen gelangte anschliessend als betriebsbereiter Museumswagen nach Gdynia.
- Die umgebauten Wagen 142, 143, 144, 146 und 147 wurden 1992 an den Oberleitungsbus Valparaíso in Chile abgegeben, wo sie noch einige Jahre im Einsatz standen, mittlerweile aber alle ausgemustert sind. Wagen 142 dient dort seit dem 17. November 2008 als Wartehalle und Souvenir-Verkaufsstelle an der Endhaltestelle Plaza Barón.[14]
- Neun Fahrzeuge des Typs GT 560/620-25 gaben die VBSG in den Jahren 2008 und 2009 ins bulgarische Plowdiw ab.
- Die Wagen des Typs BGT 5-25 wurden 2010 an den Oberleitungsbus Sarajevo in Bosnien-Herzegowina verkauft.